# 1976年电影

## 第十三屆金馬獎
- 最佳劇情片——《梅花》（中影公司、香港第一公司出品）
- 最佳導演——張佩成《狼牙口》
- 最佳男主角——常楓《香花與毒草》
- 最佳女主角——徐楓《刺客》
- 最佳男配角——郎雄《狼牙口》
- 最佳女配角——張艾嘉《碧雲天》
- 最佳音樂——劉家昌《梅花》
- 最佳紀錄片——《慶祝中華民國六十四年國慶閱兵大典》（台灣電影製片廠）
- 最具發揚民族精神特別獎——中央電影股份有限公司《八百壯士》